# Great Western Railway (operador ferroviario)
Great Western Railway es una operadora ferroviaria británica perteneciente a FirstGroup que explota una concesión ferroviaria dentro del modelo de franquicias instaurado tras el proceso de privatización de British Rail. Es la operadora de los servicios ferroviarios de viajeros englobados dentro de la franquicia Greater Western, que abarca las relaciones de larga distancia entre Londres Paddington y toda la zona denominada como West Country, a través de la Línea Principal del Great Western, alcanzando ciudades como Bath o Bristol, llegando hasta Gales, con un esquema de servicios de tipo Intercity. También presta servicios de cercanías entre Paddington y las localidades situadas al oeste de Londres, así como otros trenes de proximidad en áreas concretas (Valle del Támesis en Oxfordshire o en Berkshire), además de trenes regionales para vertebrar las localidades más rurales que están cubiertas por líneas de su área de influencia.

## Historia

Mapa mostrando las principales estaciones

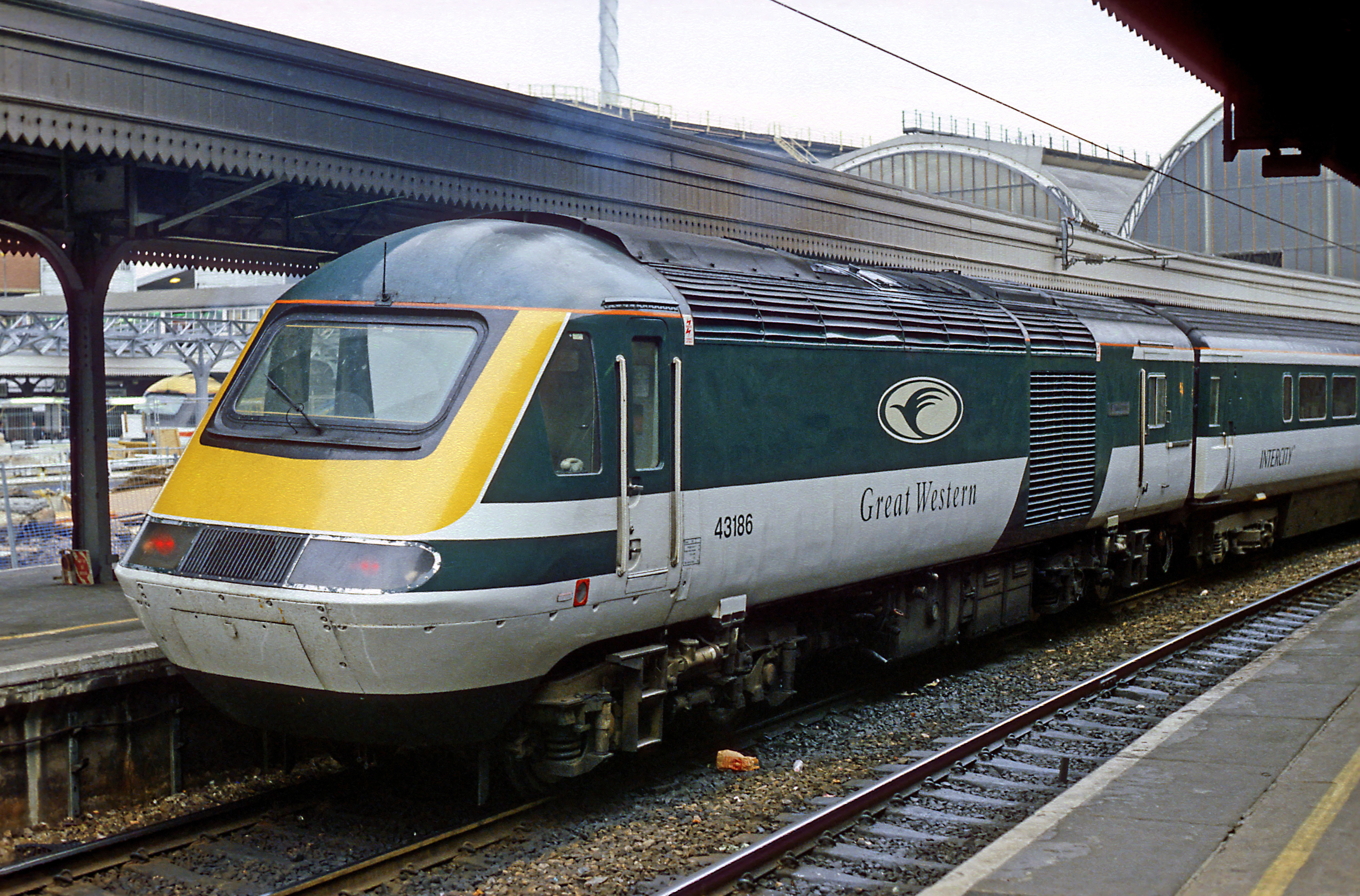
InterCity 125 operado por la franquicia original de Great Western Trains en 1996-1998

Como parte de la privatización de British Rail, la franquicia de los trenes InterCity del Great Western fue otorgada en diciembre de 1995 a la compañía Great Western Holdings, que comenzó a operar el 4 de febrero de 1996. Great Western Holdings era propiedad de algunos ex gerentes de British Rail (51 %), FirstBus (24,5 %)) y de 3i (24,5%).
En marzo de 1998, FirstGroup compró las participaciones de sus socios para hacerse con el 100 % de la propiedad. En diciembre de 1998, la franquicia pasó a llamarse First Great Western.
El 1 de abril de 2004, First Great Western Link comenzó a operar la franquicia Thames Trains. Prestó servicios locales desde Paddington a Slough, Henley-on-Thames, Reading, Didcot, Oxford, Newbury, Bedwyn, Worcester, Hereford, Banbury y Stratford upon Avon. También operaba servicios desde Reading al aeropuerto de Gatwick (a través de Guildford y Dorking) y desde Reading a Basingstoke.

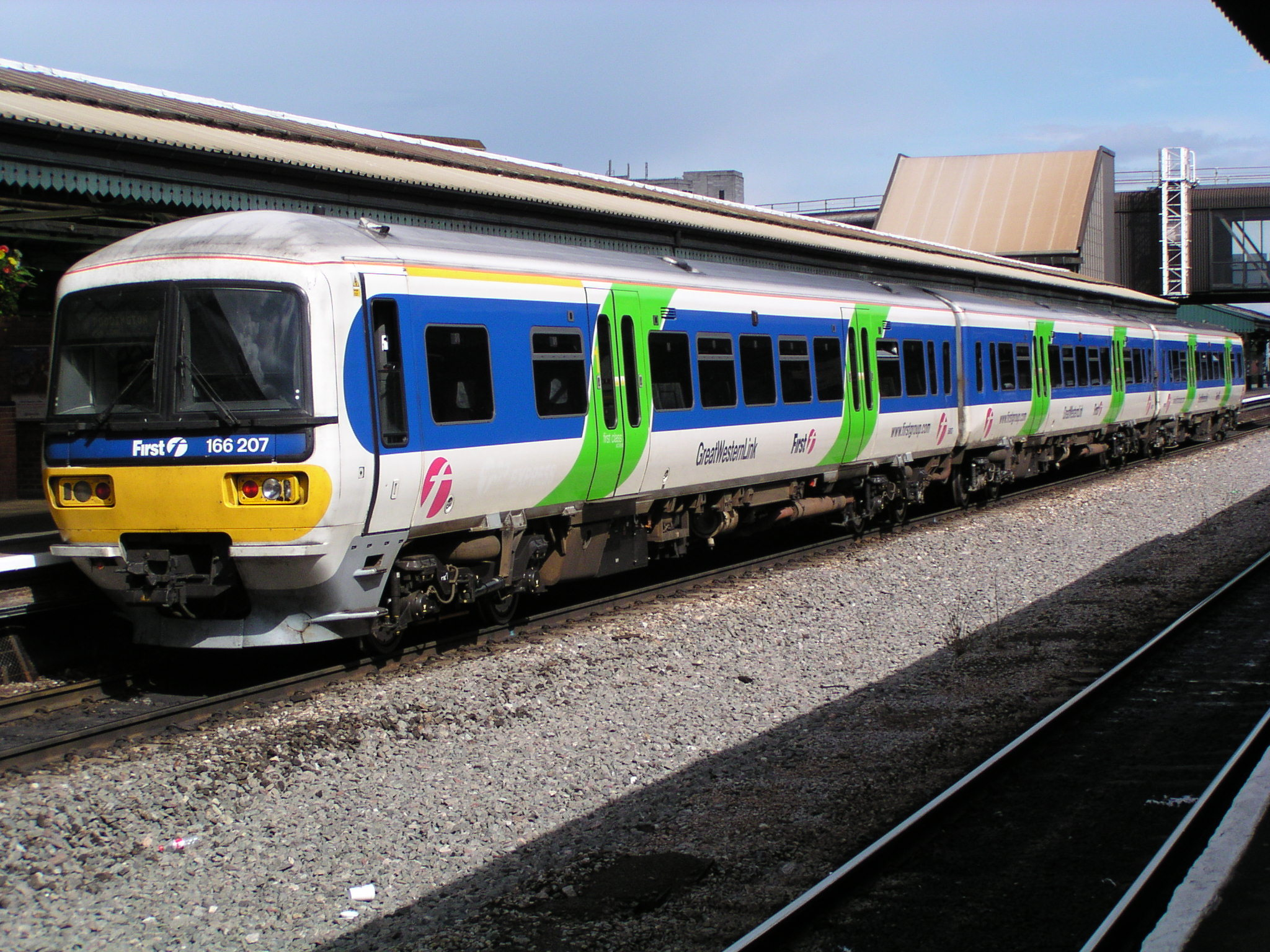
First Great Western Link operó la franquicia Thames Trains desde abril de 2004 hasta que fue absorbida por Greater Western en 2006

El 1 de abril de 2006, las franquicias Great Western, Great Western Link y Wessex Trains se combinaron en una nueva franquicia denominada Greater Western. Las compañías FirstGroup, National Express y Stagecoach fueron preseleccionados para ofertar por el nuevo negocio resultante. El 13 de diciembre de 2005, se anunció que FirstGroup había ganado la franquicia. Originalmente, First planeó subdividir sus servicios en tres categorías según las rutas. Tras los comentarios del personal y las partes interesadas, se tomó la decisión de cambiar la marca y volver a ofrecer todos los servicios como First Great Western.
En mayo de 2011, el FirstGroup anunció que había decidido no ejecutar la opción de extender su franquicia más allá de finales de marzo de 2013. Afirmó que, a la luz del plan para electrificar la ruta del Great Western de Londres vía Bristol a Cardiff (presupuestado en 1000 millones de libras), deseaba negociar un acuerdo a más largo plazo. El CEO Tim O'Toole señaló que: "Creemos que estamos mejor posicionados para administrar estos proyectos y obtener beneficios a través de una franquicia a más largo plazo".
Al no aceptar la opción de extender su contrato de franquicia original por otros tres años, FirstGroup evitó tener que pagar 826,6 millones de libras al gobierno, y en cambio recibió del gobierno subsidios adicionales por un total de 133 millones de libras en 2010.
En marzo de 2012, los grupos Arriva, FirstGroup, National Express y Stagecoach fueron preseleccionados para ofertar por la nueva franquicia. Se esperaba que el ganador se anunciara en diciembre de 2012 y que el nuevo franquiciado asumiera el negocio en abril de 2013. Pero en julio de 2012 se anunció que la franquicia se extendería debido a la publicación tardía de la licitación (invitación a ofertar, o ITT por sus siglas en inglés). La invitación a ofertar estuvo abierta desde finales de julio hasta octubre de 2012. El ganador se habría anunciado en marzo de 2013 y se habría hecho cargo de la franquicia desde el 21 de julio de 2013 hasta finales de julio de 2028. La nueva franquicia incluiría la introducción de nuevos Trenes Express Intercity, mejoras de capacidad y de billetaje inteligente. La adjudicación de la franquicia se retrasó nuevamente en octubre de 2012, mientras que el Departamento de Transporte del Reino Unido (DfT) revisó la forma en que se adjudicarían las franquicias ferroviarias.
En enero de 2013, el gobierno anunció que el concurso por la franquicia había sido cancelado, y que el contrato de FirstGroup se había extendido hasta octubre de 2013. En octubre de 2013 se acordó una extensión de la franquicia por dos años hasta septiembre de 2015, posteriormente prorrogado hasta marzo de 2019. En marzo de 2015 se concedió una nueva prórroga hasta abril de 2019.
La renovación de los coches de primera clase en 2014 incluyó interiores que presentaban un nuevo logotipo del GWR, pero sin la marca First. Toda la empresa pasó a llamarse Great Western Railway (GWR) el 20 de septiembre de 2015, con la introducción de una librea verde en reconocimiento al antiguo Great Western Railway que existió entre 1835 y 1947. La nueva librea se introdujo cuando se renovaron los interiores de los trenes de alta velocidad y en los coches cama y en las locomotoras de la Serie 57/6.
En mayo de 2018, TfL Rail se hizo cargo de los servicios de Paddington a Hayes y Harlington, y en diciembre de 2019 se asumió algunos servicios con paradas a Reading.
En marzo de 2020, el Ministerio de Transportes otorgó una nueva extensión hasta el 31 de marzo de 2023, con la opción de extenderla por un año más.
En junio de 2022, el ministerio prorrogó de nuevo el contrato de la empresa hasta el 25 de junio de 2028, con opción de prórroga por tres años más.
El GWR es uno de los operadores ferroviarios afectados por las huelgas de 2022 y 2023, las primeras huelgas ferroviarias nacionales en el Reino Unido en tres décadas. Sus trabajadores se encuentran entre los que están participando en la acción sindical debido a una disputa sobre los salarios y las condiciones de trabajo.